# Dustin Nguyen (attore)
Dustin Nguyen, pseudonimo di Nguyễn Xuân Trí (Saigon, 17 settembre 1962), è un attore e artista marziale vietnamita naturalizzato statunitense.

## Biografia
Sua madre, My Le, era attrice e ballerina e suo padre, Xuan Phat, era un attore, sceneggiatore e produttore cinematografico nel Vietnam del Sud. La famiglia lascia il paese nell'aprile del 1975, alla caduta di Saigon, quando Nguyen ha 12 anni. Arrivati a Guam, da lì vengono trasferiti in un campo profughi militare in Arkansas e poi, con l'aiuto di una chiesa metodista, a Des Peres, nel Missouri.
Nguyen frequenta le superiori a Garden Grove, in California, laureandosi in scienze della comunicazione all'Orange Coast College. Si allena nelle arti marziali, praticando il muay thai, taekwondo, escrima e Jeet Kune Do.
Esordisce come attore in un episodio del 1985 di Magnum, P.I., interpretando un rivoluzionario cambogiano. Recita spesso in parti che gli danno la possibilità di sfoggiare le sue capacità d'artista marziale. Diventerà famoso come membro fisso del cast di due serie televisive poliziesche di successo tra anni ottanta e novanta, interpretando il ruolo di Harry Truman in 21 Jump Street e in quello di Johnny Loh in V.I.P. È comparso come guest star in episodi di General Hospital, Highlander, La signora in giallo e SeaQuest - Odissea negli abissi. Al cinema, nel frattempo, interpreta il fratello della protagonista, un vietcong, in Tra cielo e terra di Oliver Stone e ha una piccola parte in Doom Generation di Gregg Araki. Nguyen ha anche sostenuto un'audizione per il ruolo di Liu Kang nel film di Mortal Kombat, andato alla fine a Robin Shou. Nel 2005 recita al fianco di Cate Blanchett nel ruolo di un tossicodipendente nel film Little Fish.
In seguito, Nguyen si è trasferito in Vietnam, cominciando a recitare, e in diversi casi a dirigere, nell'industria cinematografica locale. Nel 2020 è diventato membro fisso del cast della serie Warrior, dopo esserne stato un membro ricorrente nella prima stagione.

### Vita privata
Dopo che un incidente d'auto avvenuto il 3 settembre 2001 sull'Interstate 5 lascia paraplegica la moglie (allora promessa sposa) Angela Rockwood, la coppia è diventata sostenitrice attiva del Christopher and Dana Reeve Paralysis Resource Center; nello stesso incidente ha perso la vita l'attrice vietnamita naturalizzata statunitense Thuy Trang, un membro del cast originale dei Power Rangers. Nguyen si è separato dalla moglie nel 2012. Lo stesso anno, ha sposato la modella vietnamita Bebe Pham, con cui ha avuto due figli.

## Filmografia parziale

### Attore

#### Cinema
- Drago d'acciaio (Rapid Fire), regia di Dwight H. Little (1992)
- Tra cielo e terra (Heaven & Earth), regia di Oliver Stone (1993)
- Giustizia all'inferno (No Escape No Return), regia di Charles T. Kanganis (1993)
- I nuovi mini ninja (3 Ninjas Kick Back), regia di Charles T. Kanganis (1994)
- Doom Generation (The Doom Generation), regia di Gregg Araki (1995)
- Virtuality (Virtuosity), regia di Brett Leonard (1995)
- Hundred Percent, regia di Eric Koyanagi (1998)
- Little Fish, regia di Rowan Woods (2005)
- Finishing the Game: The Search for a New Bruce Lee, regia di Justin Lin (2007)
- Lửa Phật, regia di Dustin Nguyen (2013)
- 22 Jump Street, regia di Phil Lord e Christopher Miller (2014) - cammeo
- Zero Tolerance, regia di Wit Kaosainan (2015)
- Trúng số, regia di Dustin Nguyen (2015)
- L'uomo con i pugni di ferro 2 (The Man with the Iron Fists 2), regia di Roel Reiné (2015)
- 798 Mười, regia di Dustin Nguyen (2018)
- Blade of the 47 Ronin, regia di Ron Yuan (2022)

#### Televisione
- Magnum, P.I. – serie TV, episodi 5x15-5x16 (1985)
- A-Team (The A-Team) – serie TV, episodio 5x09 (1986)
- Shell Game – serie TV, episodio 1x05 (1987)
- 21 Jump Street – serie TV, 71 episodi (1987-1990)
- Danger Bay – serie TV, episodio 5x17 (1989)
- Earth Angel, regia di Joe Napolitano – film TV (1991)
- Il commissario Scali (The Commish) – serie TV, episodio 1x13 (1992)
- Street Justice – serie TV, episodio 1x18 (1992)
- Highlander (Highlander: The Series) – serie TV, episodi 1x03-2x08 (1992-1993)
- La signora in giallo (Murder, She Wrote) – serie TV, episodio 10x01 (1993)
- SeaQuest - Odissea negli abissi (SeaQuest DSV) – serie TV, 4 episodi (1994)
- Vanishing Son II, regia di John Nicolella – film TV (1994)
- Vanishing Son IV, regia di John Nicolella – film TV (1994)
- Phantom 2040 – serie TV, 5 episodi (1994) - voce
- VR.5 – serie TV, episodio 1x08 (1995)
- Kung Fu: la leggenda continua (Kung Fu: The Legend Continues) – serie TV, episodio 3x11 (1995)
- V.I.P. – serie TV, 62 episodi (1999-2002)
- JAG - Avvocati in divisa (JAG) – serie TV, episodio 8x18 (2003)
- The Unit – serie TV, episodio 4x20 (2009)
- This Is Us – serie TV, episodio 3x07 (2018)
- NCIS: Hawai'i - serie TV, episodio 1x03 (2022)
- Warrior – serie TV, 14 episodi (2019-2023)

### Regista
- Lửa Phật (2013)
- Trúng số (2015)
- Bao giờ có yêu nhau (2016)
- 798 Mười (2018)
- Warrior – serie TV, episodi 2x06-3x02-3x03 (2020-2023)

### Sceneggiatore e produttore
- Lửa Phật, regia di Dustin Nguyen (2013)

## Doppiatori italiani
Nelle versioni in italiano delle opere in cui ha rectiato, Dustin Nguyen è stato doppiato da:
- Corrado Conforti in Tra cielo e terra, I nuovi mini ninja
- Fabio Boccanera in 21 Jump Street
- Christian Iansante ne La signora in giallo
- Nanni Baldini in V.I.P.
- Roberto Gammino in Little Fish
- Simone Olivieri in This is Us
- Alberto Caneva in Warrior (st. 1)
- Oreste Baldini in Warrior (st. 2)
- Andrea Lavagnino in NCIS: Hawai'i